# Van Hardenbroek

Het familiewapen van 'd'Aumale van Hardenbroek'.

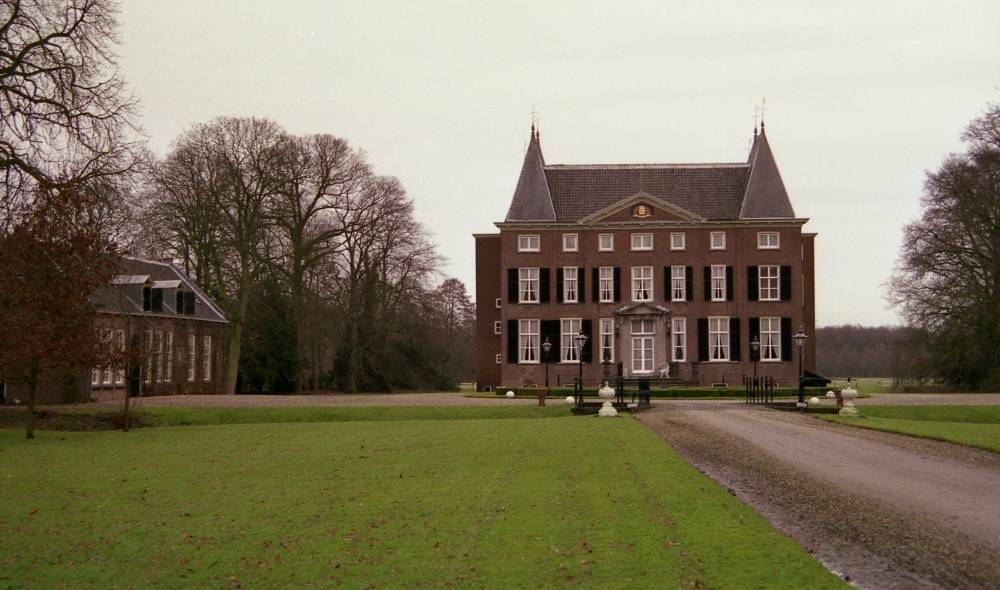
Kasteel Hardenbroek

Van Hardenbroek (ook: Van Hardenbroek van Ammerstol, Van Hardenbroek van de Kleine Lindt, Van Hardenbroek van Lockhorst en: d'Aumale van Hardenbroek) is een van de oudste adellijke geslachten van Nederland en leden ervan behoren sinds 1814 tot de Nederlandse adel van het koninkrijk.

## Geschiedenis
De stamreeks begint met Gijsbert van Hardenbroek, heer van Hardenbroek, ridder, die vanaf 1332 wordt vermeld. Leden van het geslacht bewoonden in de 14e eeuw kasteel Hardenbroek onder Driebergen. Bij Souverein Besluit van 28 augustus 1814 werden twee leden van het geslacht benoemd in de ridderschap, in 1815 een derde en bij KB van 26 april 1822 werd voor leden van het geslacht de titel van baron(es) erkend.
Kasteel Hardenbroek lijkt vanaf de stichting eigendom van leden van deze familie te zijn geweest. In 1684 werd het verkocht en pas in 1748 kwam het opnieuw in de familie Van Hardenbroek. Daarna kwam het via afstamming in bezit van Henriette Arnoldine barones van Hardenbroek van Lockhorst-Snouck Hurgronje, vrouwe van Hardenbroek (1912-1994) die het huis heeft nagelaten aan haar zoon jhr. Francis Loudon (1938), lid van de familie Loudon waarmee het opnieuw buiten bezit van de familie Van Hardenbroek kwam.

## Vroege geschiedenis en ontstaan van afzonderlijke takken

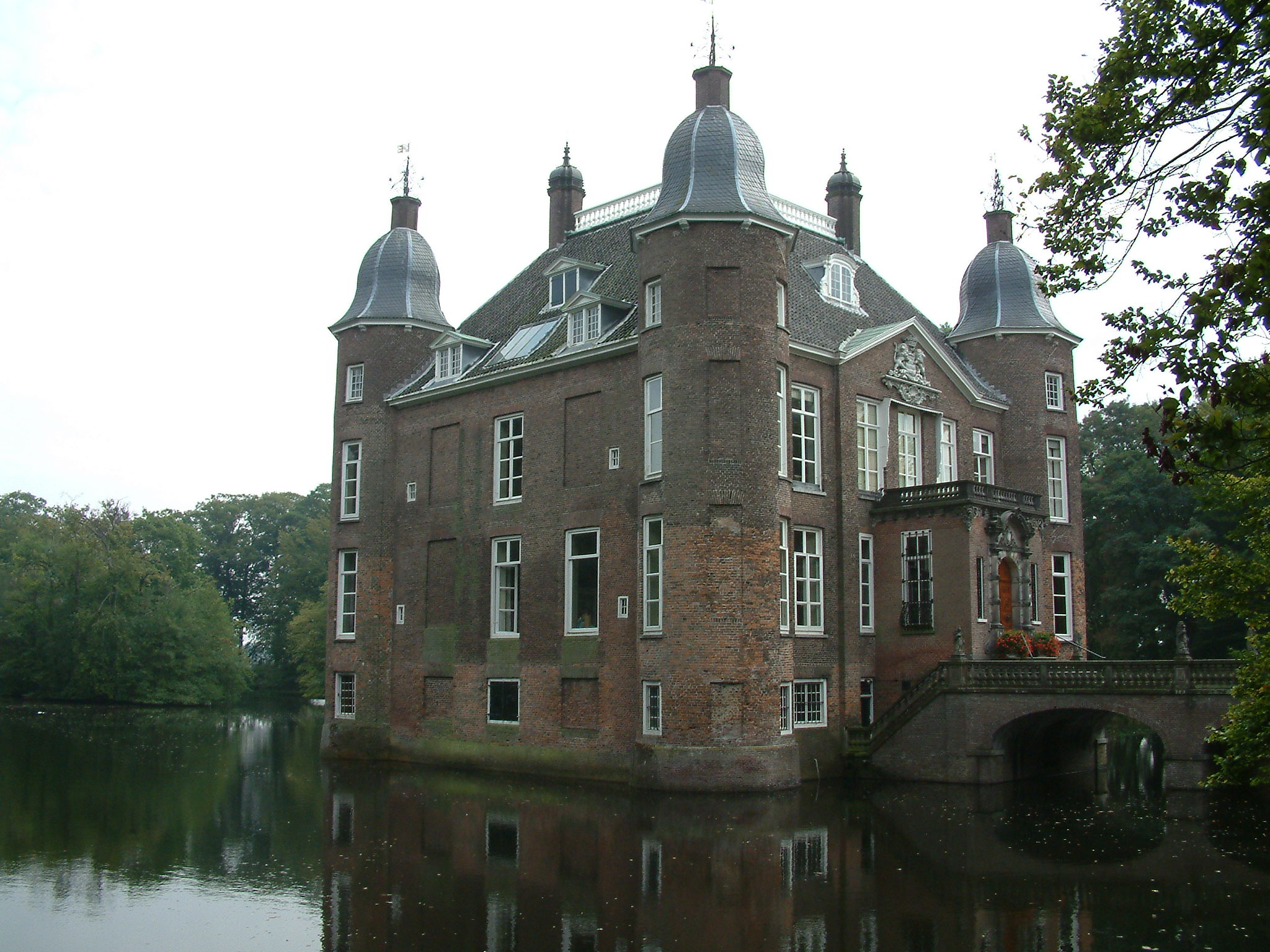
Kasteel Biljoen

### Vroege geschiedenis
De oudste voorvaderen die het kasteel van Hardenbroek stichtten en bewoonden waren tevens al ridders. Ook later werden leden opgenomen in de oude ridderschappen. Na huwelijken met vrouwen die eigenaressen van heerlijkheden waren, splitste het geslacht zich in de 19e eeuw in verscheidene takken. Sinds 1999 leeft alleen de jongste tak, die van Ammerstol, sinds laatstgenoemd jaar dus oudste tak, nog voort.

#### Enkele telgen
Gijsbert van Hardenbroek, heer van Hardenbroek, vermeld vanaf 1332, als ridder vanaf 1348
- Gijsbert van Hardenbroek, heer van Hardenbroek, vermeld vanaf 1365, als ridder vanaf 1367, maarschalk van het Sticht
  - Gijsbert van Hardenbroek, heer van Hardenbroek, vermeld vanaf 1400
    - Gijsbert van Hardenbroek, heer van Hardenbroek, vermeld vanaf 1420, schepen van Utrecht
      - Johan van Hardenbroek, heer van Hardenbroek (†1504)
        - Gijsbert van Hardenbroek, heer van Hardenbroek, rentmeester-generaal van de bisschop van Utrecht
          - Joost van Hardenbroek, heer van Hardenbroek (†1557), grietman van Kollumerland
            - Gijsbert van Hardenbroek, heer van Hardenbroek (†[1576]), drost van ter Leede
              - Gijsbert van Hardenbroek (†1627), raad ter admiraliteit
                - Gijsbert van Hardenbroek (†1658), luitenant-kolonel, gouverneur van Rheinberg en van Hulst; trouwde in 1641 met Mechteld van Rheede, vrouwe van Hinderstein en Groenewoude (†1692)
                  - Gijsbert Jan van Hardenbroek, heer van Hinderstein en Groenewoude (†1698), majoor, in de Ridderschap van Utrecht
                    - Johan Louis van Hardenbroek, heer van Vliet (1691-1747), kapitein-ter-zee, in de Ridderschap van Utrecht, gedeputeerde ter Staten-Generaal; trouwde in 1718 met Johanna Charlotte van Renesse, vrouwe van Lockhorst, 's Heeraartsberg, Bergambacht en Ammerstol (↑1723)
                      - Gijsbert Jan van Hardenbroek (1719-1788), bekend vanwege zijn Gedenkschriften (uitgegeven 1901-1918)
                      - Jan Adolf van Hardenbroek, heer van Hardenbroek, Lockhorst, Bergestein, 's-Heeraartsberg, Bergambacht en Ammerstol (1721-1791), luitenant-generaal, gouverneur van Bergen op Zoom; trouwde in 1749 Susanna van Slingelandt, vrouwe van de Kleine Lindt en West-IJsselmonde (1722-1752), dochter van Ernestina Geertruida de Beveren, vrouwe van de Kleine Lindt en West-IJsselmonde; trouwde in 1768 met Susanna Vivila d'Aumale (1740-1822)
                        - Gijsbert Carel Duco baron van Hardenbroek, heer van Hardenbroek, Lockhorst, 's-Heeraartsberg, Bergambacht, Bergestein, Ammerstol en de Kleine Lindt (1769-1851), in de Ridderschap van Utrecht, lid van de Provinciale Staten van Utrecht
                          - Johan Adolph baron van Hardenbroek, heer van Hardenbroek (1821-1885), lid van de Ridderschap en Provinciale Staten van Utrecht, jagermeester en kamerheer i.b.d. van koning Willem III
                          - Duco Lodewijk Willem baron van Hardenbroek, heer van de Kleine Lindt (1824-1897), stamvader van de tak de Kleine Lindt
                          - Mr. Ernest Louis baron van Hardenbroek van Lockhorst (1829-1877), advocaat, burgemeester en lid Tweede Kamer, stamvader van de tak Lockhorst
                          - Karel Jan Gijsbert baron van Hardenbroek, heer van 's-Heeraartsberg en Bergambacht (1830-1908), stamvader van de tak 's-Heeraartsberg en Bergambacht
                          - Gijsbert Carel Duco d'Aumale baron van Hardenbroek, heer van Hardenbroek (1832-1882), stamvader van de tak d'Aumale van Hardenbroek
                          - Godert Jan baron van Hardenbroek, heer van Ammerstol (1833-1901), burgemeester, stamvader van de tak Ammerstol

                        - Ernst Louis baron van Hardenbroek, heer van Lockhorst (1774-1843), lid van de Ridderschap en Provinciale Staten van Utrecht
                        - Govert Johan Adolph baron van Hardenbroek (1780-1830), lid van de Ridderschap, Provinciale en Gedeputeerde Staten van Gelderland, kamerheer i.b.d. van koning Willem I; trouwde in 1803 met Justine des H.R.Rijksbarones van Spaen, vrouwe van Biljoen (1780-1853)
                          - Civile Susanne Jeanne Adolphine barones van Hardenbroek (1804-1840); trouwde in 1826 met Jan Derk graaf van Rechteren, heer van Ahnem (1799-1886), gouverneur van Drenthe en Overijssel, lid van de Raad van State
                          - Johan Frederik Willem Carel baron van Hardenbroek, heer van Biljoen (1807-1871), kamerheer i.b.d. van koningen Willem II en Willem III
                            - Pauline Albertine de Hardenbroek (1837-1889), erkende dochter bij Victorine Louise Albrie; trouwde in 1859 met Jean-François des Tombe (1827-1875); trouwde in 1885 met Gijsbert Carel Duco d'Aumale baron van Hardenbroek, heer van Hardenbroek (1832-1891)

### Tak de Kleine Lindt

#### Geschiedenis
Deze tak ontstond na het huwelijk in 1749 van Jan Adolf van Hardenbroek (1721-1791) met Susanna van Slingelandt, vrouwe van de Kleine Lindt en West-IJsselmonde (1722-1752). In 1879 en 1886 trouwden een dochter en een zoon van Duco Lodewijk Willem baron van Hardenbroek (1824-1897) met twee zussen De Jonge uit de tak Zwijnsbergen waarna de nakomelingen zich op het kasteel Zwijnsbergen en in Helvoirt en omstreken vestigden. In 1911 werd door een kleinzoon van de laatstgenoemde mede de houthandel Van Hardenbroek en Langenhuysen opgericht die in 2011 het 100-jarig bestaan vierde met de verschijning van een gedenkboek. De tak stierf in 1999 uit met de laatste, ongetrouwde en kinderloze baron die onder andere familiezilver en -servies onderbracht in de charitatieve, in 1997 door hemzelf opgerichte Stichting G.G.D. Baron van Hardenbroek Van de Kleine Lindt; deze baron heeft nog wel getracht via een draagmoeder nageslacht te krijgen maar dat is hem niet gelukt.

#### Enkele telgen
Duco Lodewijk Willem baron van Hardenbroek, heer van de Kleine Lindt (1824-1897)
- Cornelis Gualtherus baron van Hardenbroek van de Kleine Lindt, heer van de Kleine Lindt (1863-1933)
  - Duco Lodewijk Willem baron van Hardenbroek van de Kleine Lindt, heer van de Kleine Lindt (1889-1940), directeur en medeoprichter houthandel Van Hardenbroek en Langenhuysen; hij overleed ten gevolge van een botsing met een trein[1]
    - Gualtherus Gijsbert Duco baron van Hardenbroek van de Kleine Lindt (1924-1999), laatste telg van deze tak

### Tak Lockhorst

#### Geschiedenis
Deze tak ontstond na huwelijk in 1718 van Johan Louis van Hardenbroek (1691-1747) met Johanna Charlotte van Renesse, vrouwe van Lockhorst, 's-Heeraartsberg, Bergambacht en Ammerstol (↑1723). Deze tak leverde veel bestuurders, burgemeesters, Statenleden en Kamerleden. Bovendien stelden leden zich ten dienste van het Nederlandse hof. Het was door Reynoud Adolph baron van Hardenbroek van Lockhorst (1874-1946) dat kasteel Hardenbroek in deze tak terechtkwam. Via zijn schoondochter kwam het vervolgens in 1994 in het geslacht Loudon. Deze tak stierf in 1960 in mannelijke lijn, in 2000 in vrouwelijke lijn uit.

#### Enkele telgen
Mr. Ernest Louis baron van Hardenbroek van Lockhorst (1829-1877), advocaat, burgemeester en lid Tweede Kamer
- Maria Isabella Anna Josina Charlotta barones van Hardenbroek (1856-1926); trouwde in 1879 met mr. Arnoud Jan de Beaufort (1855-1929), burgemeester en lid van de Provinciale Staten van Utrecht
- Gijsbert Carel Duco baron van Hardenbroek, heer van Lockhorst (1857-1902), voorzitter waterschap
  - Henriëtte Elisabeth barones van Hardenbroek (1881-1977); trouwde in 1905 met jhr. Louis Rutgers van Rozenburg (1877-1966), burgemeester
  - Jeanne Jacqueline Mathilda barones van Hardenbroek (1886-1978); trouwde in 1917 met mr. Arent Mijndert Albert baron van Boetzelaer, heer van Loenen en Wolferen (1885-1955), burgemeester en dijkgraaf
  - Ada barones van Hardenbroek (1889-1971); trouwde in 1913 met jhr. mr. Wouter Everard van Weede (1887-1974), burgemeester
- Jan Lodewijk Willem baron van Hardenbroek van Lockhorst (1862-1921), burgemeester; trouwde in 1885 met Jeanne Frédérique des Tombe (1863-1944), dochter van Albertine Pauline de Hardenbroek (1837-1889), erkende natuurlijke dochter van Johan Frederik Willem Carel baron van Hardenbroek, heer van Biljoen, en Victorine Louise Albrie
- Ernest Louis baron van Hardenbroek van Lockhorst (1864-1912), burgemeester
- Reynoud Adolph baron van Hardenbroek van Lockhorst, heer van Hardenbroek (1874-1946), hofdienaar, laatstelijk grootofficier van koningin Wilhelmina
  - Mr. Gijsbert Carel Duco baron van Hardenbroek van Lockhorst, heer van Hardenbroek (1902-1960), hofdienaar, laatstelijk grootmeester van koningin Wilhelmina en Juliana; trouwde in 1947 met jkvr. Henriette Arnoldine Snouck Hurgronje, vrouwe van Hardenbroek (1912-1994), weduwe van jhr. mr. Hugo Alexander Loudon (1908-1944)
    - Jhr. Francis Loudon, heer van Hardenbroek (1938)

  - Elisabeth barones van Hardenbroek van Lockhorst (1909-2000), hofdame van prinses Juliana, laatste telg van deze tak; trouwde in 1933 met mr. Louis Rudolph Jules ridder van Rappard (1906-1994), burgemeester

### Tak 's-Heeraartsberg en Bergambacht

#### Geschiedenis
Deze tak ontstond na huwelijk in 1718 van Johan Louis van Hardenbroek (1691-1747) met Johanna Charlotte van Renesse, vrouwe van Lockhorst, 's-Heeraartsberg, Bergambacht en Ammerstol (↑1723). Deze tak leverde veel bestuurders, burgemeesters en statenleden. Bovendien stelden leden zich ten dienste van het Nederlandse hof. Deze tak stierf in 1963 in mannelijke lijn, in 2017 in vrouwelijke lijn uit.

#### Enkele telgen
Karel Jan Gijsbert baron van Hardenbroek, heer van 's-Heeraartsberg en Bergambacht (1830-1908), hofdienaar, laatstelijk opperkamerheer van koning Willem III en koningin Wilhelmina, lid Haagse gemeenteraad, lid Provinciale Staten van Zuid-Holland, voorzitter van het Nederlandse Rode Kruis; trouwde in tweede echt met Gertrude Elise Julie gravin van Limburg Stirum (1842-1921), grootmeesteres van koninginnen Emma en Wilhelmina
- Mr. Gijsbert Carel Duco baron van Hardenbroek, heer van 's-Heeraartsberg en Bergambacht (1859-1941), burgemeester en kamerheer i.b.d. van koningin Wilhelmina
  - Louise Theodora barones van Hardenbroek (1887-1952), dame du palais van koningin, later: prinses Wilhelmina; trouwde in 1908 met jhr. François Willem Lambert de Beaufort (1883-1956), ordonnansofficier van koningin Wilhelmina
  - Mr. Karel Jan Gijsbert baron van Hardenbroek, heer van 's-Heeraartsberg en Bergambacht (1890-1963), burgemeester en jagermeester i.b.d. van koningin Juliana
    - Hester Wilhelmina barones van Hardenbroek, vrouwe van 's-Heeraartsberg en Bergambacht (1925-1976)
    - Louise Theodora (Loukie) barones van Hardenbroek (1927-2017), laatste telg van deze tak
- Suzanne Civile Sophie barones van Hardenbroek (1862-1929), hofdame van prinses Amalia; trouwde in 1887 met Hilmar Karl Adolph Wilhelm Albert Ferdinand Freiherr von dem Bussche-Streithorst (1851-1918), opperhofmaarschalk van de koning van Saksen
- Jeanne Adolphine Louise barones van Hardenbroek (1864-1944); trouwde in 1884 met Jan Elias Nicolaas baron Sirtema van Grovestins, heer van Ruwiel (1842-1919), luitenant-generaal en grootmeester van koningin Wilhelmina
- Irmgard Thecla barones van Hardenbroek (1871-1958); trouwde in 1896 met Hans Willem baron van Pallandt, heer van Waardenburg en Neerijnen (1866-1929), burgemeester en bewoner van kasteel Neerijnen

### Tak d'Aumale van Hardenbroek

#### Geschiedenis
Deze tak ontstond door het tweede huwelijk in 1768 van Jan Adolf van Hardenbroek (1721-1791) met Susanna Vivila d'Aumale (1740-1822) waarna nageslacht de dubbele geslachtsnaam aannam. Deze tak behield tot 1934 kasteel Hardenbroek. Deze tak leverde bestuurders, burgemeesters, statenleden en een Eerste Kamerlid. Deze tak stierf in 1988 in mannelijke lijn, in 2010 in vrouwelijke lijn uit.

#### Enkele telgen
Gijsbert Carel Duco d'Aumale baron van Hardenbroek, heer van Hardenbroek (1832-1891), lid van Provinciale Staten van Utrecht
- Gijsbert Carel Duco d'Aumale baron van Hardenbroek, heer van Hardenbroek en Schalkwijk (1862-1934), burgemeester, lid Eerste Kamer, dijkgraaf
  - Gijsbert Carel Duco d'Aumale baron van Hardenbroek (1888-1956), burgemeester
    - Helene Eleonor Susanne Yvonne (Loylou) d'Aumale barones van Hardenbroek (1924-2010), tolk-vertaalster, laatste telg van deze tak
    - Gijsbert Carel Duco Everard d'Aumale baron van Hardenbroek (1928-1988), pottenbakker

### Tak Ammerstol

#### Geschiedenis
Deze tak ontstond na huwelijk in 1718 van Johan Louis van Hardenbroek (1691-1747) met Johanna Charlotte van Renesse, vrouwe van Lockhorst, 's-Heeraartsberg, Bergambacht en Ammerstol (↑1723). Deze tak leverde militairen, plaatselijke en provinciale bestuurders. Sinds 1999 is dit de enig overgebleven, en dus oudste tak van het geslacht. Het hoofd van de familie, net als nogal wat andere leden, vestigde zich in het buitenland.

#### Enkele telgen
Godert Jan baron van Hardenbroek, heer van Ammerstol (1833-1901), burgemeester
- Anna Elisabeth Rijnarda barones van Hardenbroek (1862-1898); trouwde in 1880 met jhr. Willem Johannes Petrus van den Bosch (1848-1914), adjudant van koning Willem III, eerste kamerheer van koningin Wilhelmina
- Godert Jan Adolph baron van Hardenbroek van Ammerstol, heer van Ammerstol (1866-1934), luitenant-kolonel
  - Arnoud Hendrik baron van Hardenbroek van Ammerstol, heer van Ammerstol (1875-1947), 2e luitenant
    - Ir. Gijsbert Carel Duco baron van Hardenbroek van Ammerstol (1903-1990), hoofdingenieur Rijkswaterstaat
      - Duco Gijsbert baron van Hardenbroek van Ammerstol (1936), huisarts te Creighton, sinds 1999 hoofd van het geslacht

  - Frederik Johan Constantijn baron van Hardenbroek van Ammerstol (1876-1920), lid gemeenteraad en wethouder van Amersfoort
    - Marcellus baron van Hardenbroek van Ammerstol, heer van Ammerstol (1913-1964), architect
      - Mechteld Ocatavia barones van Hardenbroek van Ammerstol (1943), lid Provinciale Staten van Gelderland